# Козлихин, Игорь Юрьевич
И́горь Ю́рьевич Козли́хин (род. 9 февраля 1952) — российский ученый-правовед, доктор юридических наук, профессор кафедры теории и истории государства и права юридического факультета Санкт-Петербургского государственного университета. Заслуженный деятель науки Российской Федерации (2010).

## Биография
Родился 9 февраля 1952 г. в Ленинграде в семье офицера военно-морского флота.
В 1973 г. после срочной службы в армии поступил на юридический факультет Ленинградского государственного университета, который и окончил с отличием в 1978 г. По 1981 г. обучался в аспирантуре при кафедре теории и истории государства и права, где и работает по настоящее время. В 1982 г. защитил кандидатскую диссертацию на тему «Высшие органы власти США в период „Нового курса“ Ф. Рузвельта, 1933—1939». В 1995 г. защитил докторскую диссертацию на тему «Право и политика: историко-теоретический анализ концепций правления права». С 1996 по 2004 г. являлся главным редактором журнала «Известия высших учебных заведений. Правоведение».

## Основные работы
Автор более 100 научных работ по истории политической и правовой мысли, политологии, сравнительному правоведению и философии права.
Монографии и учебники
- «Идея правового государства: история и современность» СПб., 1993,
- «Современная политическая наука» СПб., 1995 (2-е изд. СПб., 1999),
- «Право и политика» СПб., 1996,
- «Политология: проблемы теории» СПб., 2000 (в соавт.),
- «История политических и правовых учений. Новое время: от Макиавелли до Канта» СПб., 2001 (2-е изд. СПб 2002);
- «Политология» СПб., 2002,
- «История политических и правовых учений. От софистов до Гегеля». СПб., 2005,
- «История политических и правовых учений». СПб., 2007 (в соавт.),
- «Энциклопедия права». СПб., 2007 (в соавт. с Ю. И. Гревцовым),
- Избранные труды. СПб., 2012,
- «Основы теории и истории исламского права». СПб., 2018 (в соавт.),
- «Исламское уголовное право и процесс». СПб., 2018 (в соавт.)

Научные статьи
- Позитивизм и естественное право // Государство и право. 2000. № 3. С.5-11.
- О нетрадиционных подходах к праву // Правоведение. 2006. № 1. С. 40.
- Л. С. Явич и современная теория права // Правоведение. 2009. № 6. С. 71-72.
- Мусульманское право // Правоведение. 2011. № 3. С. 231—258.
- Еврейское право // Социальные и гуманитарные науки на дальнем Востоке. 2012. № 1. С. 33-41.
- Граф Лев Николаевич Толстой и русская интеллигенция // Карамыш: Краеведческий и исторический альманах. Выпуск 2. М., 2014. С. 184—194.
- Китайская правовая традиция // Вестник Санкт-Петербургского университета. Серия 14. Право. 2016. № 3. С. 4-13.

Редакции переводов книг
- Фрага М. «Путь к реальной автономии и истинному самоуправлению». СПб., 1999,
- Элон М. «Еврейское право». СПб., 2002.

## Награды и звания
Удостоен званий «Заслуженный деятель науки Российской Федерации» (20.04.2010) и «Почетный работник высшего профессионального образования» (24.10.2007), лауреат Университетской премии «За педагогическое мастерство» (2008), лауреат премии «Юстиция» Межрегионального отделения по Санкт-Петербургу и Ленинградской области Общероссийской общественной организации «Ассоциация юристов России» (02.12.2011). За личный вклад в развитие юридической науки и образования, подготовку квалифицированных кадров награждён медалью Анатолия Кони (17.12.2008).